# Евакуація населення Фінської Карелії

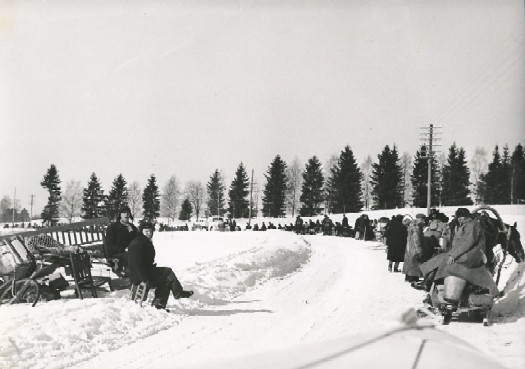
Евакуація зі східної Фінляндії до західної Фінляндії 1940 року

Евакуація населення Фінської Карелії — проведене в листопаді—грудні 1939 року переміщення населення Карельського перешийка, Північного Приладожжя, великих міст Виборг і Сортавала та інших територій Фінляндії, які потенційно здатні стати прифронтовими, вглиб країни. Було евакуйовано 422 тисячі осіб, що становило приблизно 12% населення Фінляндії.

## Передісторія
Масове переселення жителів почалося під час радянсько-фінських воєн 1919—1922 років, коли після придушення антирадянського повстання близько 30 тисяч фінно-карельського населення переселилося до Фінляндії.

## Хід подій

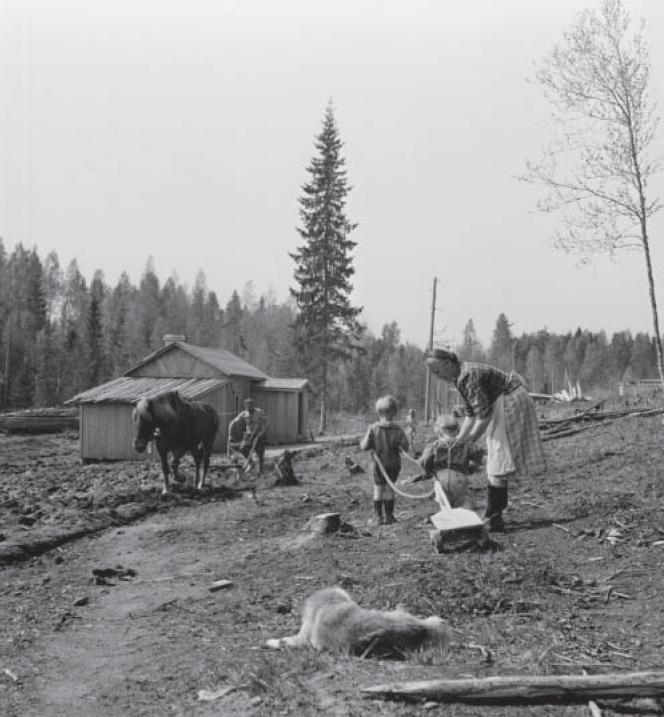
Родина Алпо Раутіа оживає нове місце

У жовтні 1939 року, у зв'язку з невдалим для фінської сторони ходом радянсько-фінляндських переговорів у Москві з територіального питання, розпочалася широка добровільна евакуація фінського населення з прикордонних із СРСР територій, у результаті якої виїхало близько 50 тис. осіб. 17 жовтня 1939 року Державна рада Фінляндії видала наказ про примусову евакуацію населення з 4-10-кілометрової зони до тилових районів. Незважаючи на наказ, евакуація відтягувалася або не проводилася взагалі, зважаючи на надії фінської влади на мирне врегулювання територіальних претензій СРСР.
З початком бойових дій на початку грудня 1939 року евакуація почалася спішно у складних зимових умовах. Іноді це призводило до паніки і жителі були змушені зарізати худобу. Крім того, худоба гинула в дорозі. З деяких сіл жінки, люди похилого віку і діти вирушили ще в другій половині листопада, але основна частина зібралася в період з 29 листопада по 4 грудня. У цей час назустріч дорогами рухалися фінські війська. Більшість евакуйованих збиралася у великих громадських будинках, таких як школи чи магазини, де можна було переночувати, і чекала навантаження на машини, але багатьом доводилося пересуватися пішки чи конях. З собою можна було взяти найнеобхідніші особисті речі та їжу на три дні. Дітям потрібно носити на шиї бирки з ім'ям, вивчити дату і місце народження та імена своїх батьків і матерів, що не завжди дотримувалося.
Перегонники худоби мали дбати про годування та дійку та шукати сіно та зерно. На ночівлю худоба заганялася в сараї та корівники. Населення ночувало в школах в Уймахар'ю і в Калтімо, в приватних будинках та церкві Ено. Підтримку надавали загони самооборони, товариства Лотта та Мартта. На станціях люди вантажилися у вагони для худоби, в яких були по стінах лавки та лавки, а в центрі — грубка та дрова. На вагон було два оцинковані відра - одне з питною водою, друге для природних потреб. Для освітлення було кілька свічок. Так люди добиралися до призначення за маршрутом Калтімо — Контомякі — Ісалмі. Через бомбардування і повітряні тривоги просування було повільним і тривало більше двох діб.
Близько 180 тисяч чоловік повернулося на колишнє місце проживання після 1941 року, коли територія Карельського перешийка та Північного Приладожжя була зайнята фінськими військами під час радянсько-фінської війни . Однак вони були змушені повторно евакуюватися перед тим, як у червні 1944 ці території повернулися під контроль СРСР.
Паризький мирний договір 1947 року остаточно підтвердив приєднання цих територій до СРСР. Евакуйоване населення було розселене у внутрішніх районах Фінляндії. Загальна кількість переселенців із 1939 по 1944 рік становила 450 тисяч осіб.